# Čakovice
Čakovice (německy Tschakowitz) jsou městská čtvrť a katastrální území Prahy. Je zde evidováno 63 ulic a 878 adres. Žije zde přibližně 8 800 obyvatel. Od roku 1926 byly Čakovice městečkem. Čakovice jsou jádrem městské části Praha-Čakovice, do které spolu s nimi spadají ještě Miškovice a Třeboradice. 

## Název
Čakovice se dříve nazývaly Čachovice či Čechovice, což bylo odvozeno od jména Čach nebo Čech.

## Historie
Nejstarší známá zmínka o obci je v zakládací listině Vyšehradské kapituly z roku 1088, kde jsou Čakovice vyjmenovány v majetku kapituly. Poté střídaly další církevní i světské vlastníky. Je jisté, že před rokem 1352 tu stál kostel.[zdroj?] Ve středověku je v Čakovicích zmiňován statek či dvůr, roku 1698 se ve vsi nacházely tři dvory, které se v tomto roce soustředily všechny ve vlastnictví hraběte Františka Josefa Šlika, který je vlastnil až do roku 1740. V tomto období tvrz v prostředním dvoře přestavěl na zámek a byl patronem při stavbě druhého kostela. Při požáru v roce 1842 bylo zničeno přes polovinu vsi.
Roku 1850 zde Alexander Schoeller, majitel statků v Čakovicích, Miškovicích a Ctěnicích, založil cukrovar. Roku 1851 byla postavena silnice do Prahy. Roku 1872 byla přes Čakovice otevřena nová železnice a téhož roku vznikla v Čakovicích první pošta. Roku 1881 započala výstavba první čakovické školy (dnešní gymnázium) a roku 1881 byl též vysvěcen nový kostel. Roku 1884 bylo zřízeno prvních několik svítilen veřejného osvětlení, zřejmě plynových, roku 1920 pak první elektrické (na hlavní silnici, Staré návsi a v ulici k nádraží), roku 1923 byla dokončena elektrifikace i v domech. Roku 1913 začala být budována první kanalizace a dlážděna silnice. Roku 1921 byla zřízena obecní knihovna. Roku 1925 bylo zahájeno autobusové spojení do Vysočan, kterým bylo doplněno již půl století existující vlakové spojení. 15. ledna 1926 byly Čakovice povýšeny na městys. Roku 1968 byly Čakovice připojeny k Praze. Roku 1928 byl položen základní kámen ke stavbě sokolovny a téhož roku Severočeská továrna (později Veltechna a ZPA) začala se stavbou továrních budov. 28. října 1936 byla otevřena nová škola, Dr. Edvarda Beneše. Roku 1953 bylo v budově staré školy zřízeno gymnázium, které bylo v roce 1964 přestěhováno do zámku a v roce 1973 na Prosek, roku 1971 byla v zámku otevřena lidová škola umění. Od roku 1947 začala rozsáhlá bytová výstavba pro n. p. Avia. Roku 1952 byla do Čakovic zavedena trolejbusová linka, v provozu byla do roku 1965. Roku 1954 Spartak Avie zahájil stavbu sportovního stadionu.
Roku 1968 byly Čakovice připojeny k Praze, zachovaly si však svůj místní národní výbor. V roce 1990 se staly sídlem městské části Praha-Čakovice, k níž patří ještě Miškovice a Třeboradice. V oblasti rozšířené působnosti patřily až do roku 2007 pod Kbely (Praha 19), poté pod Letňany (Praha 18). Roku 2002 byl městské části udělen znak a prapor.
V roce 1982 byl otevřen masokombinát, který ovšem fungoval jen do roku 1993. V 90. letech 20. století byl zastaven i provoz čakovického cukrovaru, jehož areál je od té doby adaptován k různým účelům, od průmyslových a logistických přes administrativní, ubytovací, sporotvní a společenské. Filtrační věž z roku 1934 a přilehlé prostory byly přestavěny na tzv. „Cukrovar Čakovice office park“ s loftovými kancelářemi.

## Pamětihodnosti
- kostel svatého Remigia – novorománský kostel z let 1878–1881 postavený podle plánů Karla Scheinera. Roku 1904 byla přistavěna křestní kaple podle projektu Kamila Hilberta. Na stejném místě stál kostelík již od středověku.
- Čakovický zámek se zámeckým parkem
- Čtyři sochy a sousoší na Beranově náměstí a v Něvské ulici ze 70. až 80. let 20. století
- Cukrovar Čakovice – průmyslový objekt bývalého cukrovaru

## Starostové od roku 1783
| Jméno          | Příjmení                     | Od kdy     | Do kdy     | Počet let | Narození     | Úmrtí        | Strana       |
| -------------- | ---------------------------- | ---------- | ---------- | --------- | ------------ | ------------ | ------------ |
| Jakub          | Samohrd                      | 1783       | 1789       | 7         | (není známo) | (není známo) | (není známo) |
| Jiří           | Blecha                       | 1790       | 1805       | 16        | (není známo) | (není známo) | (není známo) |
| Jan            | Kokoška                      | 1805       | 1810       | 5         | (není známo) | (není známo) | (není známo) |
| Antonín        | Ulrich                       | 1811       | 1814       | 4         | (není známo) | (není známo) | (není známo) |
| Jan            | Samohrd                      | 1815       | 1835       | 21        | (není známo) | (není známo) | (není známo) |
| Josef          | Dlouhý                       | 1836, 1849 | 1845, 1849 | 10, 1     | (není známo) | (není známo) | (není známo) |
| Josef          | Kučera                       | 1846       | 1848       | 3         | (není známo) | (není známo) | (není známo) |
| Václav         | Samohrd                      | 1850, 1862 | 1859, 1871 | 10, 9     | (není známo) | (není známo) | (není známo) |
| Jan            | Ulrich                       | 1859       | 1862       | 3         | (není známo) | (není známo) | (není známo) |
| Philipp Johann | Ritter von Schoeller[zdroj?] | 1871       | 1880       | 9         | 1835         | 1892         | (není známo) |
| Josef          | Samohrd                      | 1880       | 1883       | 3         | (není známo) | (není známo) | (není známo) |
| Václav         | Škrábek                      | 1883       | 1886       | 3         | (není známo) | (není známo) | (není známo) |
| Emanuel        | Dašek                        | 1886       | 1895       | 9         | (není známo) | (není známo) | (není známo) |
| Antonín        | Spála                        | 1895       | 1904       | 9         | (není známo) | (není známo) | (není známo) |
| František      | Mally                        | 1905       | 1918       | 14        | (není známo) | (není známo) | (není známo) |
| Josef          | Růdl                         | 1919       | 1923       | 5         | (není známo) | (není známo) | (není známo) |
| Josef          | Halík                        | 1923       | 1923       | 1         | (není známo) | (není známo) | (není známo) |
| Karel          | Tůma                         | 1923       | 1931       | 8         | (není známo) | (není známo) | (není známo) |
| František      | Fořt                         | 1931       | 1937       | 6         | (není známo) | (není známo) | (není známo) |
| Jindřich       | Homola                       | 1938       | 1945       | 8         | (není známo) | (není známo) | (není známo) |
| Josef          | Hulínský                     | 1945       | 1945       | 1         | (není známo) | (není známo) | KSČ          |
| Ladislav       | Tyrna                        | 1945       | 1951       | 6         | (není známo) | (není známo) | KSČ          |
| František      | Novák                        | 1951       | 1969       | 18        | (není známo) | (není známo) | KSČ          |
| Karel          | Holl                         | 1969       | 1986       | 17        | (není známo) | (není známo) | KSČ          |
| Václav         | Jonák                        | 1986       | 1990       | 4         | (není známo) | (není známo) | KSČ          |

## Uliční názvy
Po připojení Čakovic k Praze bylo nutno přejmenovat některé ulice kvůli jejich duplicitě s pražskými ulicemi. Vznikl zde proto systém pojmenování ulic podle československých řek. Další ulice byly systematicky pojmenovány se vznikem sídliště AZL.
Jedná se o ulice Doubravská, Dyjská, Jizerská, Kysucká, Litavská, Lužnická, Myjavská, Něvská, Niská, Oderská, Ostravická, Otavská, Radbuzská, Svitavská, Svratecká, Úslavská, Vážská.
Velká část Čakovických ulic nese díky místnímu cukrovaru (dnes již mimo provoz) název ulice odvozený z cukru. Najdete tu ulice jako Kostková, Třtinová, Cukrovarská, Homolová, Krystalová, Cukerní a další.
Nové ulice nesou i jména významných osobností, jako třeba ulice Bermanova, pojmenována po významném českém operním pěvci, hudebním skladateli a libretistovi Karlu Bermanovi.

## Osobnosti
- Helena Bílková (* 1903) – česká odbojářka za druhé světové války
- Marie Podvalová (1909–1992) – česká operní pěvkyně
- Philipp Alois von Schoeller (1892–1977) – českoněmecký a rakouský bankéř a průmyslník, nacistický zločinec
- Richard von Schoeller (1871–1950) – českoněmecký a rakouský bankéř a průmyslník
- Václav Vlček (1895–1974) – československý letecký důstojník, účastník odboje a květnového povstání, vězeň komunistického režimu

## Fotogalerie

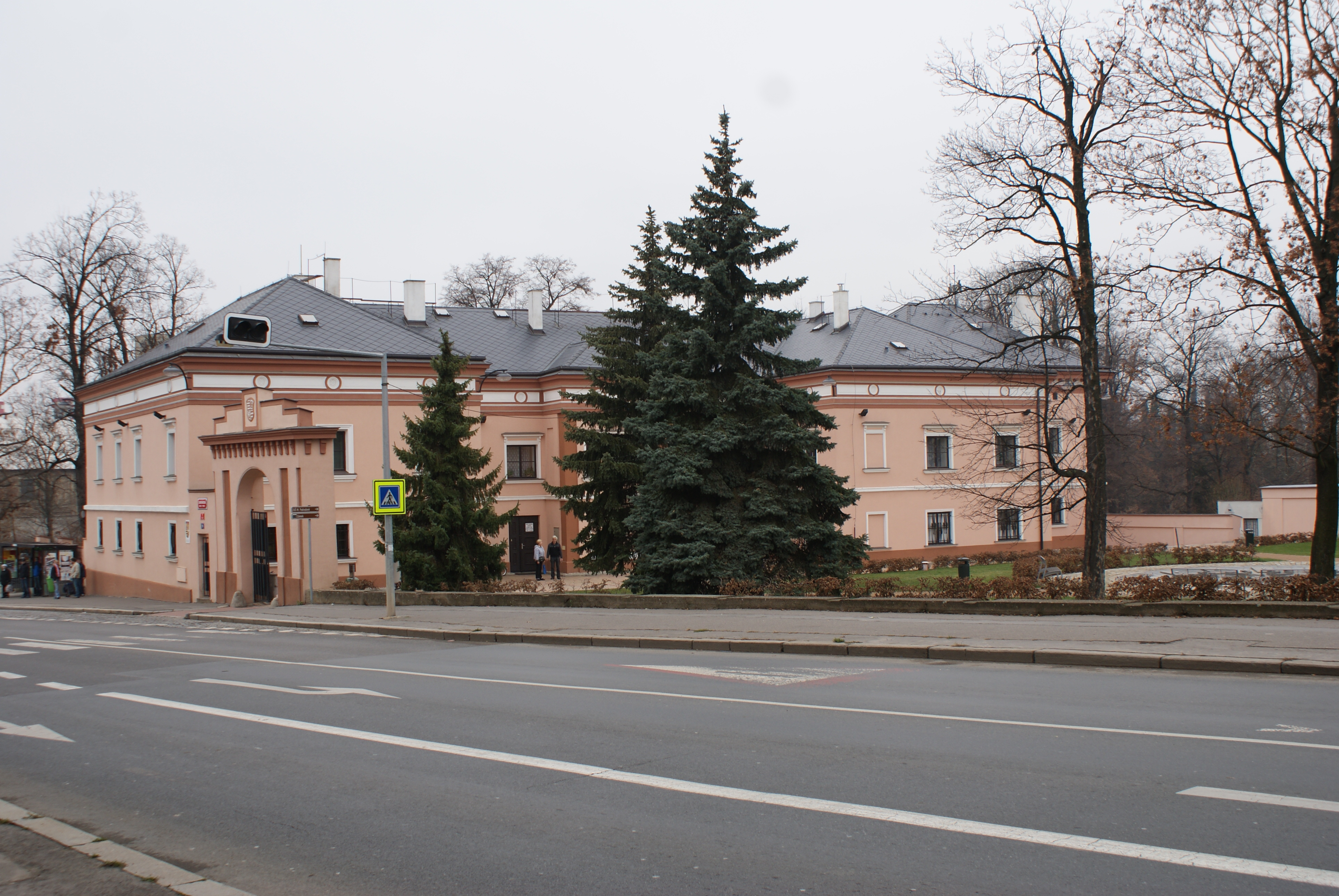
Čakovický zámek
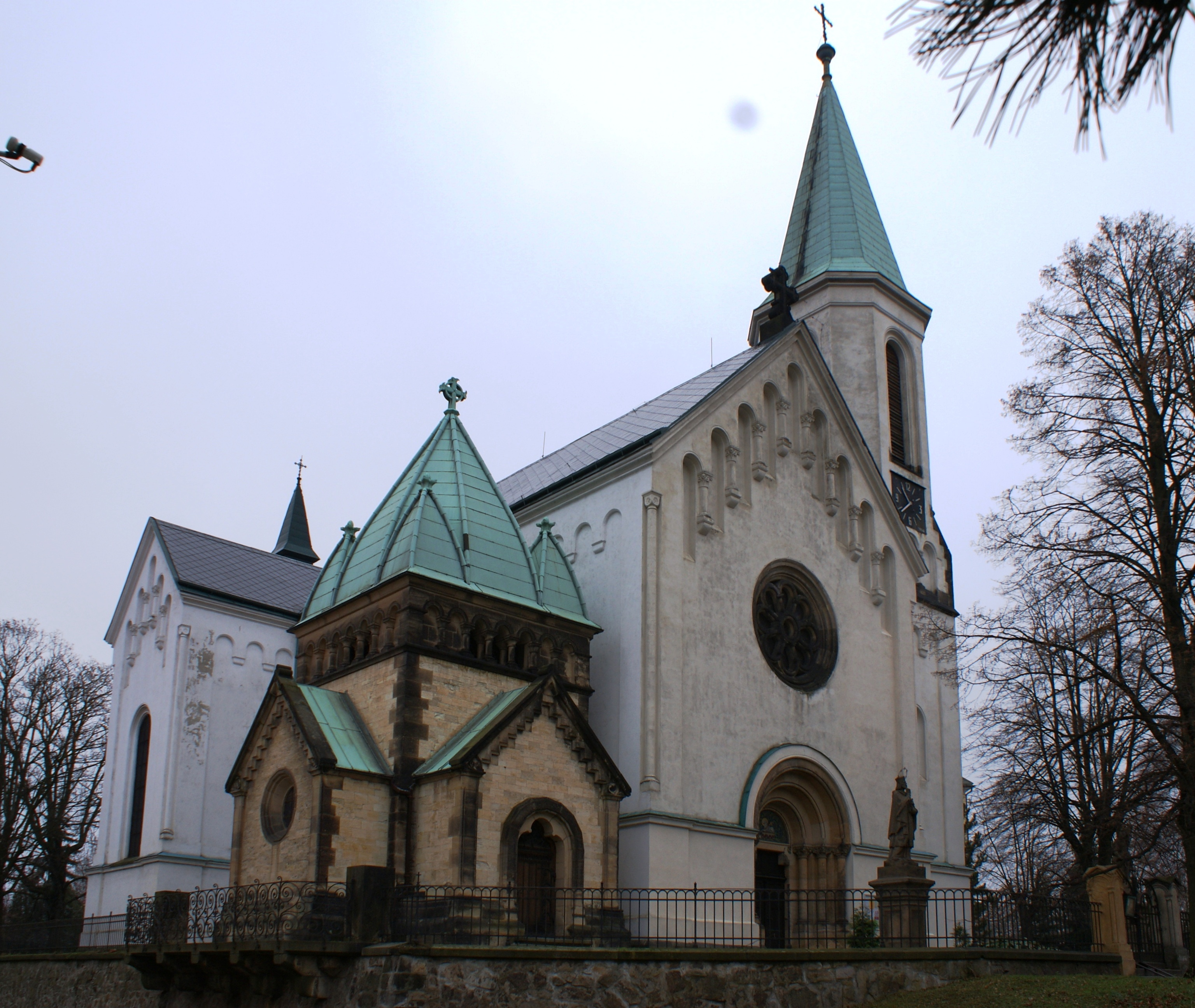
Kostel svatého Remigia
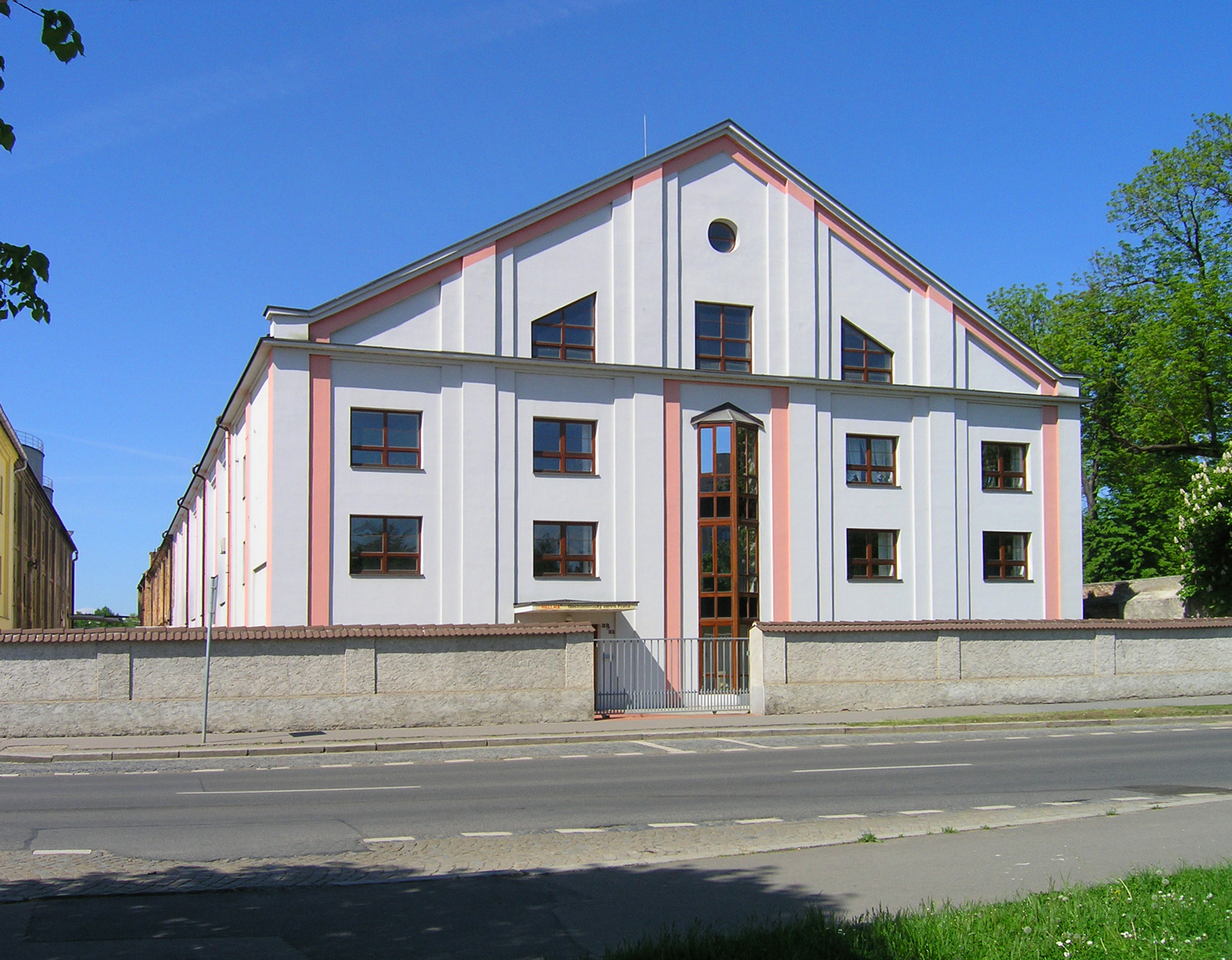
Bývalý cukrovar
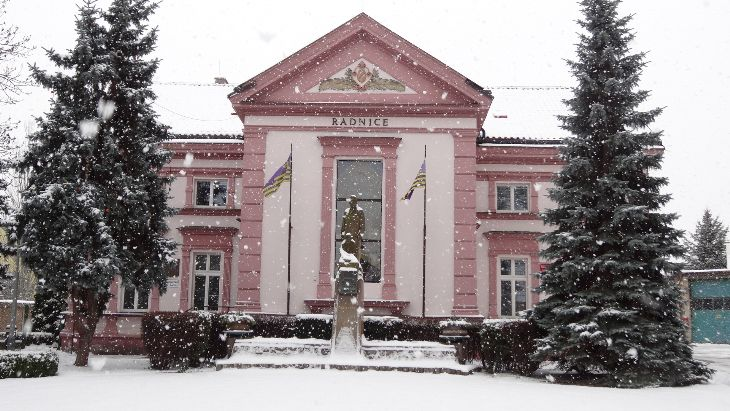
Radnice v zimě
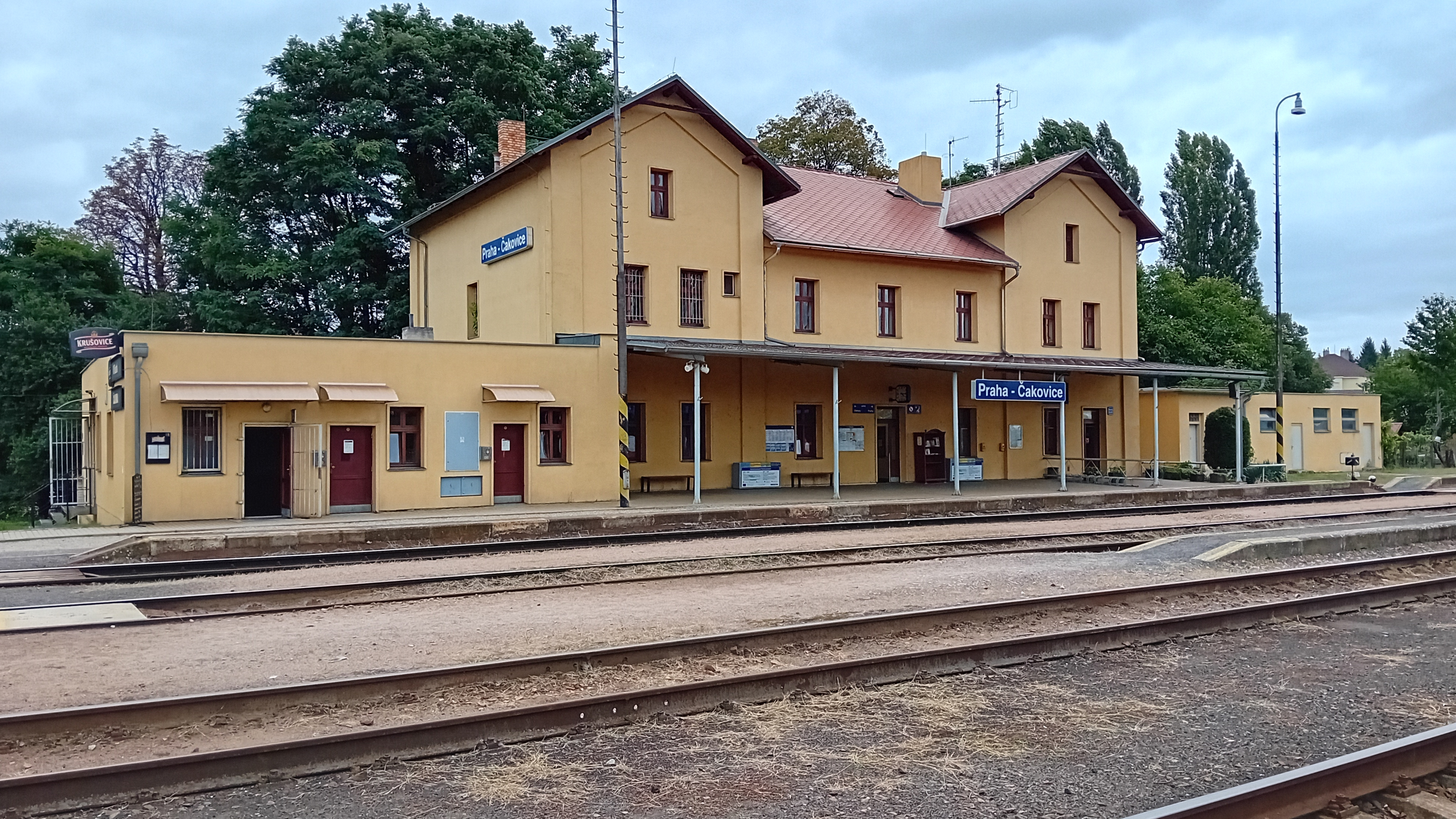
Nádraží